# Banjica (miasto Belgrad)
Banjica – historyczne przedmieście stolicy Serbii, Belgradu. Położone jest na stokach wzgórza o tej samej nazwie, na terenie dwóch gmin miejskich: Savski Venac (część wschodnia) i Voždovac (część zachodnia).

## Historia
Nazwa Banjica pochodzi od serbskiego słowa Banja oznaczającego łaźnię. Banjica na początku XIX wieku była podmiejską wioską, zamieszkiwaną głównie przez przybyszów z południowo-wschodniej Serbii którzy osiedlili się w okolicach Belgradu po II powstaniu serbskim w 1815. Podczas II wojny światowej znajdował się tu obóz koncentracyjny prowadzony przez Niemców przy pomocy serbskich kolaborantów. Po wojnie wioska bardzo mocno się rozbudowała, w miejscu starych domów powstały osiedla mieszkaniowe. W 2002 Banjica liczyła 17 711 mieszkańców.

## Obóz koncentracyjny Banjica
Obóz koncentracyjny w Banjicy działał od czerwca 1941 do września 1944. Więźniowie przetrzymywani byli w dawnych koszarach armii jugosłowiańskiej. Początkowo obóz przeznaczony był do przetrzymywania zakładników, z czasem zaczęto umieszczać w nim również Żydów, Cyganów i serbskich komunistów, którzy byli zabijani w egzekucjach odbywających się na terenie podbelgradzkiej wioski Jajinci. Przez cały czas istnienia obozu komendantem był funkcjonariusz Gestapo Willy Friedrich, który schwytany po zakończeniu wojny, został 27 marca 1947 skazany przez sąd wojskowy w Belgradzie na karę śmierci.
Od 1969 na terenie byłego obozu koncentracyjnego znajduje się muzeum.